# Ontwikkelingspsychologie
De ontwikkelingspsychologie (vroeger ook wel kinder- en jeugdpsychologie, tegenwoordig door sommigen, levenslooppsychologie genoemd) bestudeert de psychologische veranderingen bij toenemende leeftijd, dus vanaf de geboorte via de babyjaren, peuterjaren, kleuterjaren, schoolperiode, adolescentie, volwassenheid tot in de ouderdom. De meeste aandacht van de onderzoekers gaat nog steeds uit naar de periode waarin de veranderingen elkaar het snelst opvolgen, die van de geboorte tot aan de vroege volwassenheid.

## Geschiedenis
Het denken over de psychische veranderingen die de mens in de loop van zijn leven ondergaat en over de invloeden die deze veranderingen veroorzaken, is al heel oud; filosofen als Socrates en Plato dachten en schreven al over opvoeding. Zij moeten bij het bepalen van hun pedagogische doelstellingen en hun didactische methoden rekening hebben gehouden met wat hun jonge leerlingen aankonden. Denk bijvoorbeeld aan de Socratische methode zoals in de "Dialogen" van Plato gedemonstreerd. Plato pleitte al in zijn Republiek voor het vroeg opsporen van bijzondere talenten bij kinderen, opdat de opvoeding en scholing gericht kon worden op het ontwikkelen van deze talenten. Maar tot zo ongeveer de 17e eeuw werden er toch geen aparte studies gewijd aan kinderen, hun opvoeding en ontwikkeling.
De Engelse filosoof John Locke (1632-1704) zag het kind als een onbeschreven blad papier (tabula rasa) waaraan letterlijk alles geleerd moest worden, door middel van ervaringen en een consequent systeem van straffen en beloningen. Locke is daarmee het grote voorbeeld geworden van wat men empiristen noemt. Hier tegenover stonden de opvattingen van de nativisten die meenden dat als men kinderen maar goed te eten gaf en ze in een gezonde omgeving groot liet worden de ontwikkeling van de aangeboren talenten vanzelf zou komen. Jean-Jacques Rousseau (1712-1778) wordt dikwijls gezien als een van de meest uitgesproken nativisten. Maar toch gaf hij in zijn boek Emile, of Over de opvoeding aan de huisleraar de rol van een strenge opvoeder, die zijn leerling Emile veel dingen opdroeg en hem ook veel dingen ontzegde. In de praktijk van de opvoeding was de tegenstelling tussen beide richtingen dus nooit zo scherp te trekken.
In de 19e eeuw beschreven verschillende pedagogen, biologen en filosofen (waaronder de Zwitserse pedagoog Pestalozzi en de Engelse bioloog Darwin) de ontwikkeling van hun eigen kinderen. Het nieuwe daarbij was dat men niet meer enkel filosofeerde, maar ook nauwkeurig begon te observeren en registreren. Hiernaast werd ook de basis voor wetenschappelijke theorievorming gelegd. De evolutietheorie van Darwin bracht bijvoorbeeld Ernst Haeckel tot zijn recapitulatietheorie waarin de menselijke foetus en baby alle stadia doorloopt die de hogere diersoorten in de evolutie doorlopen hebben. Ook de Amerikaanse psycholoog Granville Stanley Hall (1844-1924) vergeleek de vroegste stadia in de ontwikkeling van baby's en peuters met die van de ontwikkeling van natuurvolken tot die in hoog ontwikkelde samenlevingen. Overigens was Hall ook de eerste psycholoog die zich op adolescenten richtte, door hun gedrag te duiden als voortkomend uit een natuurlijke fase van storm and stress, met drie hoofdkenmerken: conflict met de ouders, sterke stemmingswisselingen en het nemen van risico's.
Pas in de eerste decennia van de 20e eeuw ontstond een modern wetenschappelijke studie van de psychologische ontwikkeling bij kinderen en adolescenten. Bekende namen zijn die van William Stern in Duitsland, James Mark Baldwin in de Verenigde Staten, Alfred Binet in Frankrijk en Jean Piaget in Zwitserland. En ofschoon Sigmund Freud zelf geen empirisch onderzoek deed naar de ontwikkeling van kinderen zullen ook bij hem de observaties verricht aan zijn eigen jonge kinderen bijgedragen hebben aan zijn theorie van de psychoseksuele ontwikkeling die in de loop van de 20e eeuw zoveel invloed heeft gekregen.
Na de Tweede Wereldoorlog werd geleidelijk de Amerikaanse psychologie, met de daar ontwikkelde methoden, de dominante stroming in Nederland en België. Tot dan toe waren het de Duitse, Oostenrijkse (Freud, Alfred Adler), Franse en Frans-Zwitserse (Piaget, Carl Gustav Jung) psychologen en psychiaters geweest die door de psychologen en pedagogen gelezen en nagevolgd werden. En met uitzondering van het werk van de Russische psycholoog Lev Vygotski, dat hier pas in de jaren 60 bekend werd (het eerst door publicaties van Carel Frederik van Parreren) is sindsdien de ontwikkelingspsychologie op Amerikaanse wetenschappelijke leest geschoeid.
In de jaren zeventig van de vorige eeuw ging men zich behalve op kinderen en adolescenten ook richten op de ontwikkeling van volwassenen. Begrippen als levenslooppsychologie en psychogerontologie raakten in zwang. Dit laatste ook onder invloed van een toenemend aantal bejaarden en hun specifieke problemen van veroudering (zie ook gerontologie). In de ontwikkelingspsychologie van volwassenen werd een centrale vraag of er zoiets als een algemene midlifecrisis bestaat.

## Rijping en Leren; Erfelijkheid en Omgeving; Nature en Nurture
De bovengenoemde oude tegenstelling tussen de nativisten en empiristen komt terug in de vraag waardoor een bepaalde psychische ontwikkeling veroorzaakt wordt. Komt die voort uit de eigenschappen van de genen en de hieruit voortvloeiende rijping van de hersenen, of uit oefening en de invloed van de omgeving, of uit allebei? Het is hier niet de vraag of het ene dan wel het andere geldt. Er is namelijk altijd sprake van een interactie, dus een samengaan van erfelijkheid en omgeving. Zo kan de omgeving invloed hebben op de genen: een bepaalde aanleg kan bijvoorbeeld beter tot ontplooiing komen in een daarvoor geschikte omgeving. Maar andersom kunnen de genen of aanleg bepalend zijn voor welke omgeving wordt gekozen.
Sommige gedragsvormen kunnen met veel oefening aangeleerd worden op een leeftijd waarop het centraal zenuwstelsel daar eigenlijk nog niet optimaal voor ontwikkeld is. Een voorbeeld is het nu al oude experiment van de psychologen Gesell en Thompson dat werd uitgevoerd met een eeneiige tweeling. Toen die tweeling 46 weken oud was kreeg een van de twee 6 weken achtereen dagelijks les in het trapklimmen. Haar tweelingzusje kwam al die tijd niet in contact met trappen en kon dus ook niet spontaan en uit zichzelf leren trapklimmen. Pas toen zij 53 weken oud was, kreeg zij twee weken oefening en leerde in die twee weken veel sneller en efficiënter de trap op te gaan dan haar zusje in de drie keer zo lange oefenperiode, maar op een jongere leeftijd.
Vooral de gedragsgenetica heeft belangrijke inzichten opgeleverd wat betreft de invloed van erfelijkheid, de genen dus, op menselijke eigenschappen. Dit geldt voor individuele verschillen in intelligentie en andere persoonlijkheidseigenschappen, zoals de neiging tot agressief gedrag of alcoholisme, autisme, schizofrenie, depressieve gevoelens of, juist daaraan tegenovergesteld, een opgeruimde aard.  Mede onder invloed van dit onderzoek is men de laatste tijd weer meer gewicht gaan geven aan de rol van erfelijke aanleg. Meer althans dan in de jaren 1960 en '70 het geval was, toen een optimistisch geloof in de maakbaarheid van de mens en de macht van de omgeving overheerste.

## Cognitieve ontwikkeling
Een centraal thema uit de ontwikkelingspsychologie is inzicht te verkrijgen in functies als intelligentie, denken, geheugen en gebruik van taal van jonge en oudere kinderen, en wijze waarop deze functies zich ontwikkelen. Dat is een onderdeel in de ontwikkelingspsychologie. Is er bijvoorbeeld sprake van sprongen of specifieke fasen in de ontwikkeling, of van een meer geleidelijke ontwikkeling? In hoeverre zijn individuele verschillen in intelligentie bepaald door erfelijke of omgevingsfactoren? Welke factoren bepalen het leren van kinderen? Belangrijk is ook de vraag  in hoeverre cognitieve ontwikkelingen bepaald zijn door ontwikkeling van de hersenen. Zo vindt er een geleidelijke toename plaats van aantal synapsen, van de witte stof (myeline) en gliacellen. Vooral de laatste twee factoren hebben een sterke toename in het hersenvolume in de eerste 6 levensjaren tot gevolg. Ook blijkt uit recent onderzoek dat de groei van de hersenen pas in de late adolescentie is voltooid. Het laatste kan ook een verklaring bieden voor onvolwassen gedrag in de puberteit en adolescentie.

## Indelingen in fasen en stadia, geleidelijk of sprongsgewijs
In het onderzoek naar de fasen in de ontwikkeling gaat het om bepaalde specifieke psychische kenmerken in die perioden, bijvoorbeeld kenmerken van de psychoseksuele ontwikkeling of van de cognitieve ontwikkeling, en om de mechanismen van de overgang van de ene naar de volgende fase. De bekendste fasenindelingen zijn van Freud met diens orale, anale en genitale fase in de kinderjaren; van Piaget met zijn indeling in het sensomotorische stadium waarin baby's nog verkeren, gevolgd door het stadium van de pre-operationele, concreet-operationele en formeel-logische denkoperaties.
Iets minder bekend zijn de fasenindelingen van de Amerikanen Erik Erikson, die voortbouwde op het werk van Freud en van Lawrence Kohlberg, die voortbouwde op het werk van Jean Piaget. De eerste richtte zich op de ontwikkeling van de persoonlijkheid in relatie tot zichzelf en anderen (identiteit), speciaal in de adolescentie en vroege volwassenheid, de tweede beperkte zich tot de ontwikkeling van het denken over ethische kwesties (morele ontwikkeling).

## Cognitieve veroudering
De studie van mentale vermogens op latere leeftijd staat ook bekend onder de naam psychogerontologie. In het algemeen geldt dat tijdens de menselijke levensloop cognitieve functies (analoog aan lichamelijke functies) eerst een toename, en op latere leeftijd een afname in efficiëntie te zien geven. Deze veranderingen in cognitieve functies worden ook wel aangeduid als cognitieve veroudering. De ouderdomsfase staat met name in het teken van verminderde efficiëntie van functies die een beroep doen op snelheid van informatieverwerking. Anderzijds lijken ouderen te profiteren van functies die afhankelijk zijn van ervaring en kennis.

## Theoretici en theorieën
- Albert Bandura: Sociaal-cognitieve leertheorie
- Jean Piaget: Cognitieve ontwikkelingstheorie
- Lawrence Kohlberg: Kohlbergs theorie over de ontwikkelingsstadia van het moreel redeneren
- Jerome Bruner: Cognitieve (Constructivistische) Leertheorie / Narratieve Constructie van de Realiteit
- Lev Vygotsky: Sociaal Contextualisme / Zone van de naaste ontwikkeling
- Urie Bronfenbrenner: Ecologische Systementheorie
- John Bowlby, Harlow & Harlow, Mary Ainsworth: Hechting (psychologie)
- Erik Erikson: Stadia van psychosociale ontwikkeling van Erikson
- Albert Kriekemans (1906-1986)
- Sigmund Freud: Psychoseksuele ontwikkeling